# Villa Prof.-Wilhelm-Ring 20 (Radebeul)
Die Villa, die das Architektenbüro Schilling & Graebner als zweiten Leitbau in der Villenkolonie Altfriedstein errichtete, liegt im Prof.-Wilhelm-Ring 20 im Stadtteil Niederlößnitz der sächsischen Stadt Radebeul. In den Jahren 1951/1952 wohnte dort der Schriftsteller Martin Andersen Nexø, bevor er sich in Dresden niederließ.

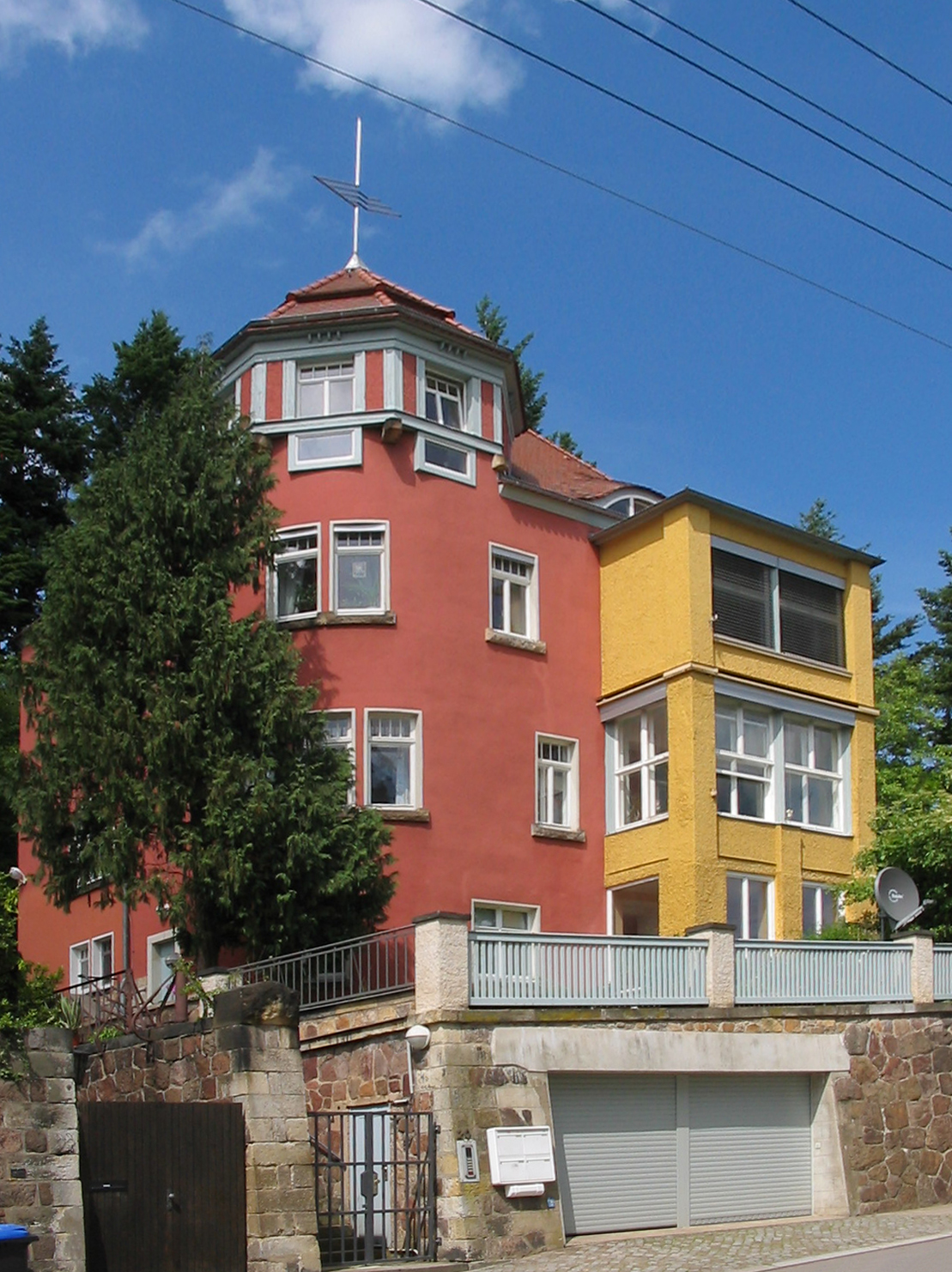
Prof.-Wilhelm-Ring 20

## Beschreibung

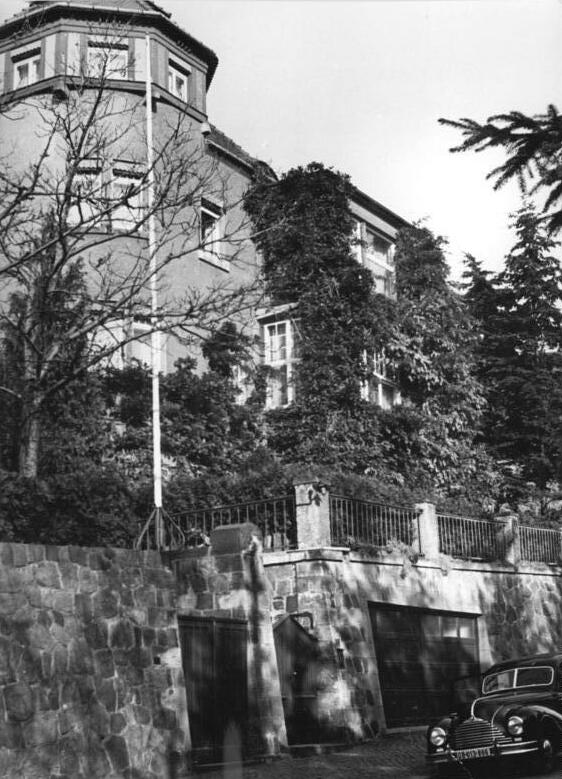
Andersen Nexøs Heim in Radebeul, 1951/1952, Prof.-Wilhelm-Ring 20

Die zusammen mit ihrer Substruktion unter Denkmalschutz stehende Villa (von Schilling & Graebner ursprünglich auch als Landhaus vermarktet) ruht hoch über einer Bruchstein-Stützmauer, in der sich neben einer später eingebauten Garage auch die Eingangspforte mit einer Aufgangstreppe befindet. Das zweigeschossige Gebäude hat ein Souterraingeschoss sowie ein Walmdach, die südwestliche Ecke ist abgerundet, obenauf ein kurzer achteckiger Turm mit einem gebrochenen Zeltdach.
Die wenig gegliederten Putzfassaden der frühen Reformstil-Architektur tragen Sandsteinelemente, der Turm im obersten Geschoss Fachwerk. In der Straßenansicht steht rechts eine dreigeschossige, geschlossene Veranda. In der rechten Seitenansicht steht ein eingeschossiger Standerker, der Eingang befindet sich auf der Rückseite.

## Geschichte

Verkaufsanzeige für Baustelle 46 (heute Prof.-Wilhelm-Ring 20), 1903

Die 1903 als Brühlstraße an die Gemeinde Niederlößnitz übergebene Straße erschließt in ihrem Verlauf von der Moritzburger Straße durch den ehemaligen Hof des Herrenhauses Altfriedstein bis hin zum Wendehammer vor der Villa Schwarze (Prof.-Wilhelm-Ring 26) einen Teil der Steillagen des ehemaligen Weinguts. Infolgedessen musste die Nordseite durch eine hohe Stützmauer zur Straße abgefangen werden, die die dortigen Bauplätze hoch über den Köpfen der Passanten platziert.
Im Oktober 1902 beantragten Schilling & Graebner den Bau der zweiten Villa auf eigene Kosten (Leitbau) auf diesem Bauplatz (Baustelle 46), um dem Publikum die entsprechende Lage der Anwesen zeigen zu können. Die entsprechenden Bauzeichnungen signierte ihr Mitarbeiter Heino Otto. Die Genehmigung erfolgte im Januar 1903, die Bauvollendungsanzeige erging im September 1903.
Schilling & Graebner gelang es nicht, dieses Anwesen kurzfristig zu veräußern, so dass es bis zum Verkauf 1916 oder 1917 in ihrem Besitz verblieb und vermietet wurde.
Im Jahr 1931 erfolgte der Einbau einer Autogarage in die Stützmauer. Die Veranda, die bis dahin nur einen Austritt obenauf hatte, wurde 1938 auf Betreiben des damaligen Besitzers Hans Kattwinkel aufgestockt, gleichzeitig erfolgte ein teilweiser Ausbau des Dachgeschosses.
1951/52 wohnte Martin Andersen Nexø auf Einladung des sächsischen Ministerpräsidenten Max Seydewitz mit Ehefrau Johanna geb. May und ihren drei gemeinsamen Kindern in dem Haus. Da dieses mit seinen steilen Treppe jedoch für den erkrankten Andersen Nexø ungeeignet war, tauschte die Dresdner Lehrerin und Sprachwissenschaftlerin Gertrud Haupt gegen ihre eigene Wohnung auf dem Weißen Hirschen, wohin Andersen Nexø im Februar 1952 zog und dann bis zu seinem Tode wohnte.